# おしゃべりなかわいい口
『おしゃべりなかわいい口』（おしゃべりなかわいいくち、ドイツ語: Plappermäulchen）作品245は、ヨーゼフ・シュトラウスが作曲したポルカ・シュネル。

## 邦題
『おしゃべりなかわいい口』以外にも、以下の邦題が用いられることがある。
- 『おしゃべりな可愛いお口[1]』
- 『おしゃべりな子供[2]』
- 『かわいいお喋りっ子[3]』
- 『おしゃべり[4]』

## 解説
1868年4月26日、ウィーンの大娯楽場ノイエ・ヴェルトの野外ステージ「シュトラウス・パヴィリオン」において初演された。曲名は、当時10歳だったヨーゼフの一人娘カロリーネがお喋りする様子を示しているとされる。
「音楽の冗談（Musikalischer Scherz）」という副題が付けられており、同じ副題が与えられた兄ヨハン・シュトラウス2世の作品『常動曲』と同じく終止がないため、際限なく演奏を繰り返すことができる。
かつてはさほど評価されていない作品だったが、ウィーン・フィルハーモニー管弦楽団の演奏によって有名になり、今日ではヨーゼフの代表作のひとつという扱いを受けている。また、ラチェットを用いる代表的な作品のひとつでもある。